# Днепровско-Орельский природный заповедник

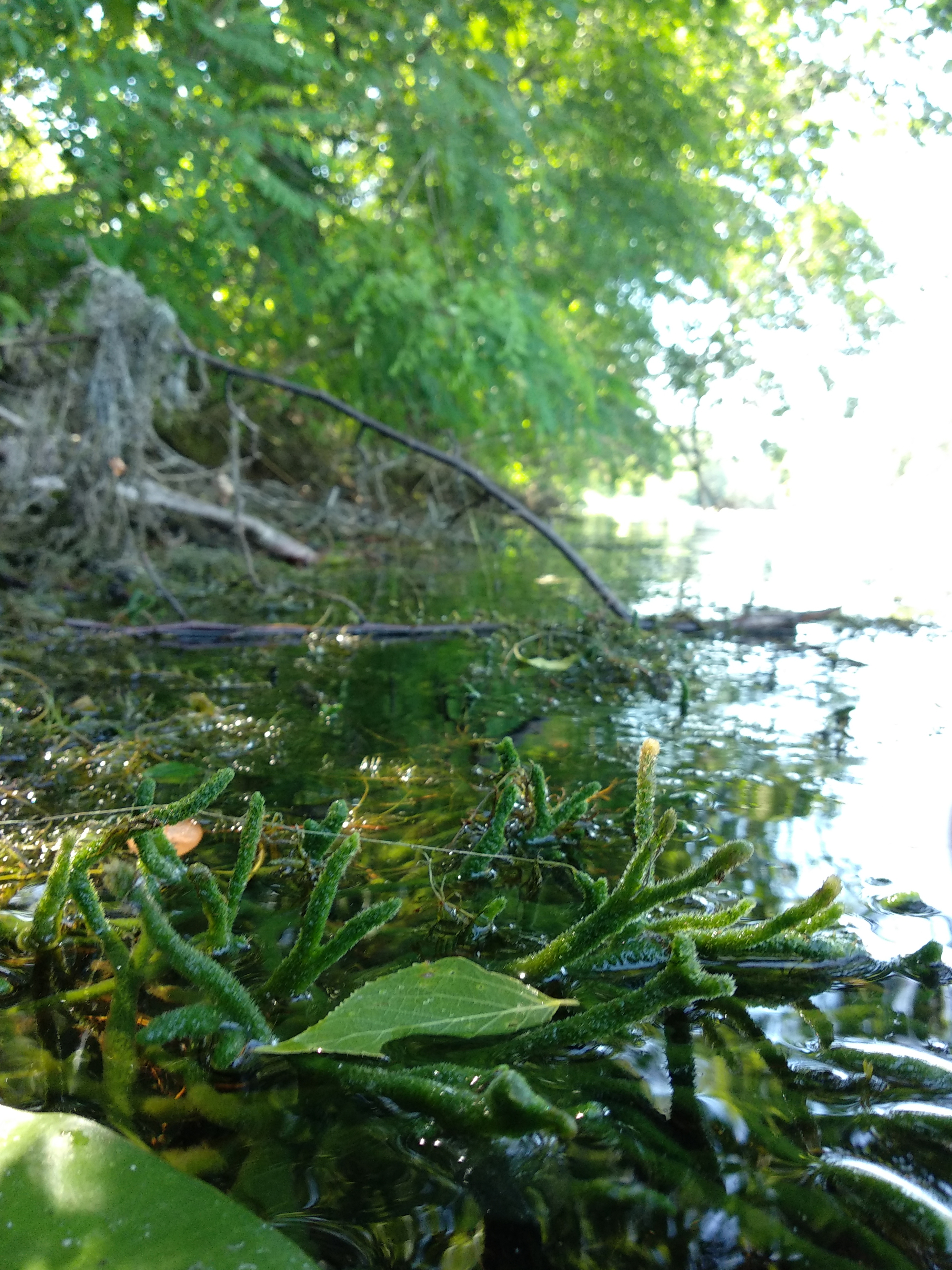
Губка бадяга

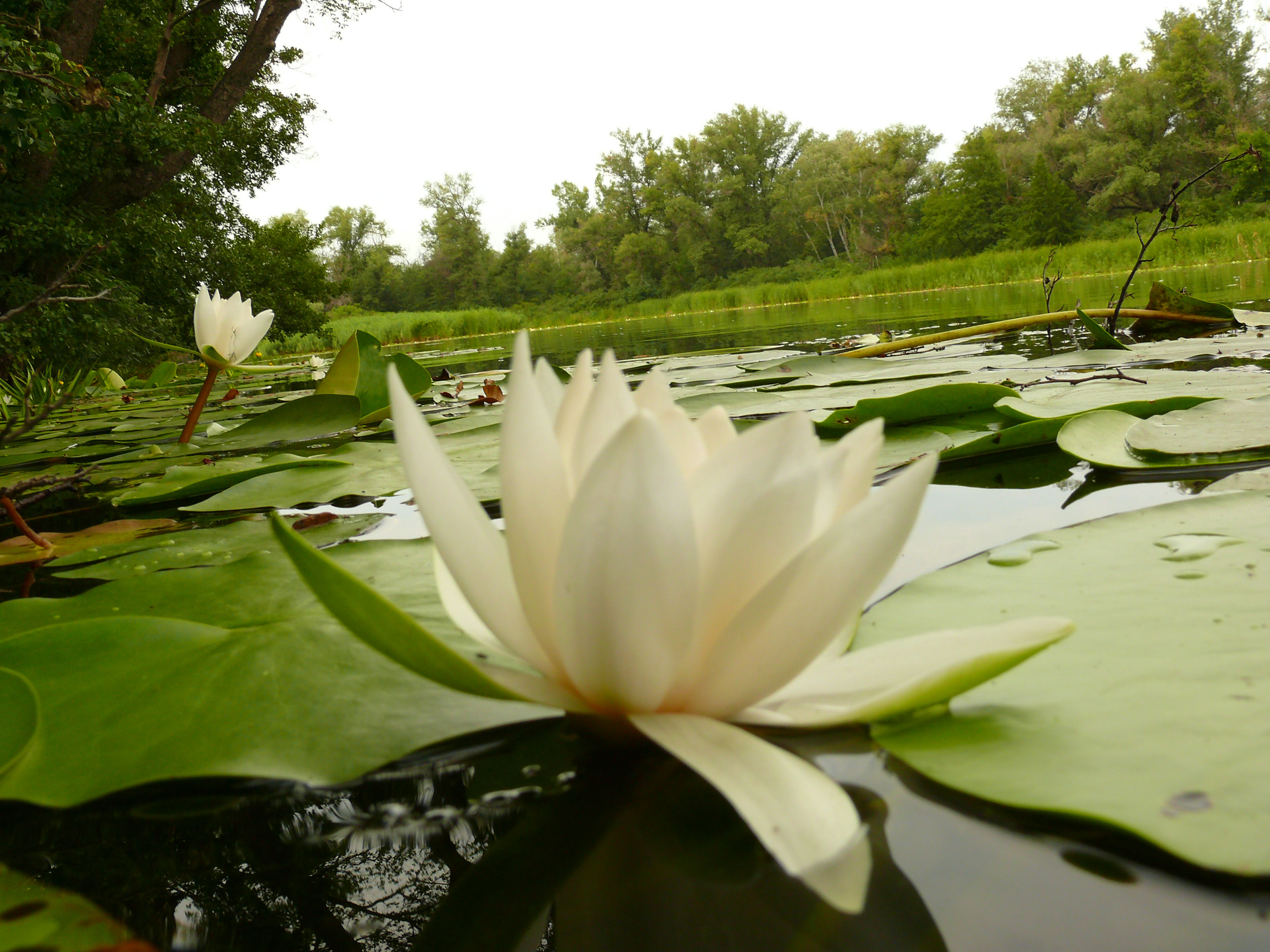

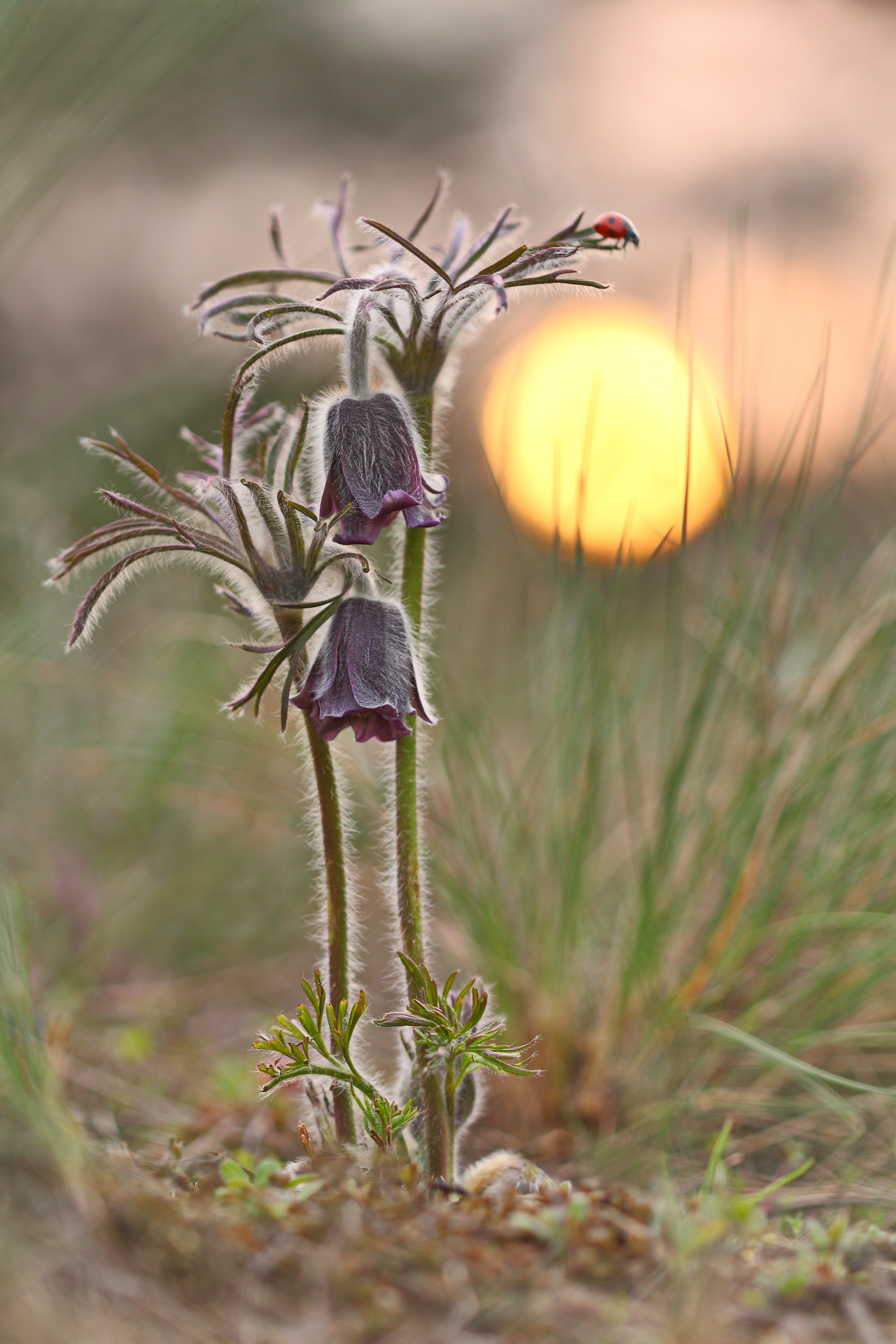
Прострел луговой

Днепро́вско-Оре́льский приро́дный запове́дник (укр. Дніпровсько-Орільский природний заповідник) — природный заповедник, расположенный в Днепровском районе Днепропетровской области Украины. Создан 15 сентября 1990 года. Площадь — 3766 га. Персонал заповедника насчитывает 71 человека, из них 5 — учёные, 15 — охранники.

## История
Заповедник расположен в долине Днепра и плавней Протовчи (современное русло Орели). Создан постановлением Совета Министров УССР от 15 сентября 1990 г. № 262 га базе общезоологического и орнитологического заказников Таромский уступ и Обуховские плавни, общей площадью 3 766 га.

## Описание
Заповедник представлен различными типами экосистем: водоёмами, пойменными лесами, заливными и суходольными лугами, участками песчаной степи с типичными представителями автохтонной растительности: ковыль, сон-трава, тюльпан, шелюга, черноклён. Здесь растёт 12 растений занесенных в Красную книгу Украины и 50 редких для региона видов.

## Флора и растительность
Флора заповедника насчитывает около 800 видов высших сосудистых растений из 440 родов, 107 семейств. В летописи природы имеются данные о 483 видах водорослей, 763 видах грибов, 32 вида мхов и 24 вида лишайников.
Редкие и исчезающие растения:
- Лук савранский (Allium savranicum)
- Ирис сибирский (Iris sibirica)
- Анакамптис болотный (Anacamptis palustris)
- Дремлик болотный (Epipactis palustris)
- Тюльпан Биберштейна (Tulipa quercetorum)
- Птицемлечник Буше (Ornithogalum boucheanum)
- Шафран сетчатый (Crocus reticulatus)
- Ковыль песчаный (Stipa borysthenica)
- Прострел луговой (Pulsatilla pratensis)
- Рогульник днепровский (Trapa borysthenica)
- Сальвиния плавающая (Salvinia natans)

Растительность заповедника представлена лесными сообществами (более 10 формаций), водная и водно-болотная растительность (36 формаций), луговая растительность (18 формаций), участки степной растительности и песчаная степь (4 формации). Пойменная часть включает фрагментарные участки среднепоемных лесов (в древостое тополь чёрный и белый, ива белая, дуб, в мышцу, ольха), влажных и сухих лугов, систему пойменных озёр с большим количеством проток, заболоченных участков, островов. Аренные часть характеризуется наличием участков песчаной степи, кустарниковых ассоциаций с тальника и черноклена, искусственных сосновых и белоакациевых насаждений. В растительном покрове заповедника преобладают леса, около 89 % которых принадлежат к типу продолжительнопоемных. Из них наиболее ценных — чернокленовые дубравы с преобладанием сныти или ландыша с участием звездчатки, будры плющевидной, гравилата городского, ежи сборной, медуницы темной, фиалки удивительной и др. Кроме дубрав, значительные площади занимают леса из ивы белой, тополя белого, ольхи клейкой.
В Зелёную книгу Украины занесены растительные сообщества лесной группы ассоциаций (группа ассоциаций чернокленовых дубрав), одной степной формации (формация ковыля днепровского) и пяти водных формаций (сальвинии плавающей, водяного ореха плавающего, роголистника донского, кувшинки белой, кубышек желтых).

## Животный мир

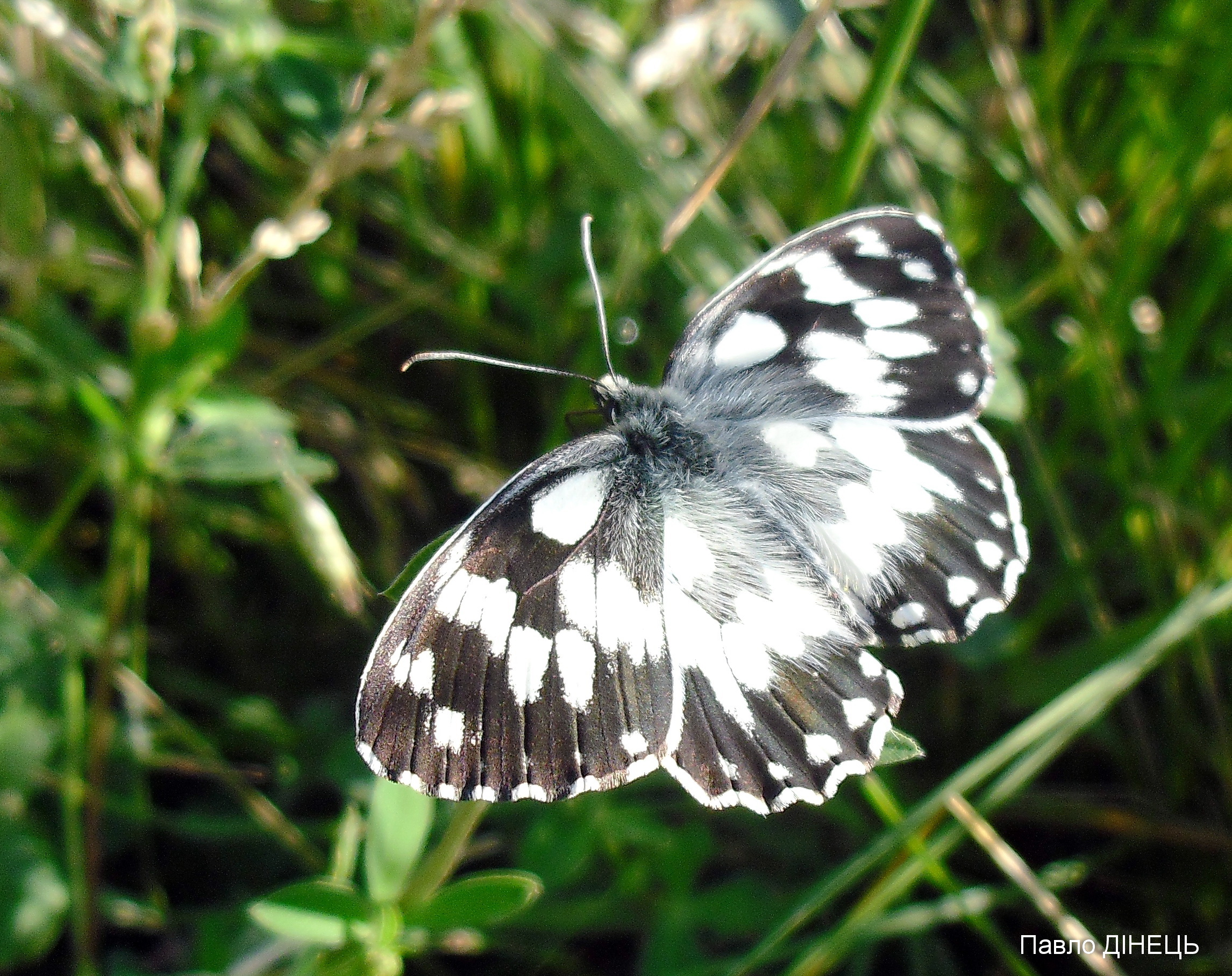
Пестроглазка галатея

Общее количество видов фауны, зарегистрированных в заповеднике, превышает 2000. Среди беспозвоночных наибольшим разнообразием отличаются насекомые, их во время инвентаризации фауны было отмечено около 1500 видов. В заповеднике обитают также 24 вида моллюсков, 92 вида ракообразных, 3 вида губок, 3 вида кишечнополостных.
Из редких насекомых на территории заповедника встречаются совка роскошная, бражник дубовый, медведица-хозяйка, дозорщик-император, жужелица венгерская, жук-олень, пчела-плотник, пестрянка веселая, подалирий, сколия волосистая, землерой многорогий и другие, всего 18 видов.
Из позвоночных на сегодня в пределах заповедника выявлено 41 вид рыб, 8 — земноводных, 8 — пресмыкающихся, 174 — птиц, 38 видов млекопитающих.
Значительная площадь акваторий заповедника (около 30 % от его общей площади) обусловила богатство ихтиофауны этих водоёмов. Из 54 видов рыб Днепровского водохранилища в водоёмах заповедника за время его существования зарегистрирован 49 видов рыб, относящихся к 13 семействам.
Наиболее распространены в водоёмах заповедника щука, плотва, красноперка, верхушка, линь, верховодка, лещ, горчак, карась серебристый, судак, окунь, бычок. Здесь обитают такие виды, как елец, подуст, синец, чехонь, линь и трёхиглая колюшка (входят в Красный список Днепропетровской области). Встречается также стерлядь, берш, карась золотой, налим — виды, занесённые в Красную книгу Украины.
Для земноводных природные условия заповедника являются оптимальными. Здесь обитают обыкновенный тритон, краснобрюхая жерлянка, обыкновенная чесночница, жаба зелёная, квакша обыкновенная, остромордая лягушка и др. Из пресмыкающихся встречаются черепаха болотная, ящерица прыткая, уж обыкновенный и водяной, а из редких видов — медянка и гадюка степная. Наибольшим видовым разнообразием позвоночных отмечается орнитофауна. За период существования заповедника, по материалам инвентаризации, на его территории зарегистрировано пребывания 171 вида птиц из 45 семейств, 16 рядов.
В границах заповедника выявлено 38 видов млекопитающих (5 видов насекомоядных, 6 — летучих мышей, 9 — хищных, 1 — зайцеобразных, 13 — грызунов и 4 — копытных), среди которых 6 видов занесены в Красную книгу Украины: гигантская вечерница, малая вечерница, барсук, горностай, выдра, полевка степная. Здесь охраняются также 22 вида животных, подлежащих особой охране и занесены в Приложение 2 Бернской конвенции.